# Niko Lukic
Niko Lukic (* 1997 in München) ist ein deutscher Schauspieler.

## Leben
Niko Lukic wuchs in München, Bosnien und Montenegro auf. Nach seinem Abitur am Theodolinden-Gymnasium studierte er von 2017 bis 2021 Schauspiel am Max-Reinhardt-Seminar in Wien, wo er u. a. von Roland Koch, Peter Stein, Christian Nickel, Johannes Zirner und Christoph Luser  unterrichtet wurde.
2019 war er der 1. Sklave in Die Zauberflöte (Regie: Peter Stein) in einer Produktion der Mailänder Scala bei deren Gastspiel in Shanghai. 2020 spielte er unter der Regie von Anna Maria Krassnigg den Bastard (später Sir Richard Plantagenet) in König Johann von Friedrich Dürrenmatt (nach William Shakespeare) in einer Produktion des Autorentheaters „Wortwiege“ in den historischen Kasematten in Wiener Neustadt.
2021 wirkte er beim Carinthischen Sommer in der konzertanten Uraufführung der Kirchen-Filmoper „Jeanne d’Arc“ von Johannes Kalitzke mit. Im März 2022 spielte er in einer weiteren Produktion des Theaters „Wortwiege“ in einer Bühnenfassung des Romans Chikago von Theodora Bauer.
2022 gastierte er am Wiener Burgtheater als Luitgar in Martin Kušejs Inszenierung von Heinrich von Kleists Theaterstück Die Hermannsschlacht. Im Juni 2022 gastierte er in Das Schweigen nach dem Hörspiel von Nathalie Sarraute am Thalia Theater Hamburg im Rahmen des Körber-Festivals unter der Regie von Dávid Paška. In der Spielzeit 2023/24 übernimmt er am Staatstheater Augsburg die Rolle des Tybalt in Romeo und Julia.
Lukic war auch in einigen Film- und Fernsehrollen zu sehen. In dem TV-Thriller Unbestechlich (2023) spielte er an der Seite von Samia Chancrin und Michael Klammer den aussagewilligen Drogenkurier Ante Mitovic.
Niko Lukic lebt in München.

## Filmografie
- 2018: Der Alte: Wer bremst, hat verloren (Fernsehserie, eine Folge)
- 2022: Euer Ehren (Fernsehserie)
- 2023: Unbestechlich (Fernsehfilm)
- 2023: Die Augenzeugen (Fernsehserie)
- 2024: Turmschatten (aka Sommerzeit) (Streamingserie)